# Колдер, Александр

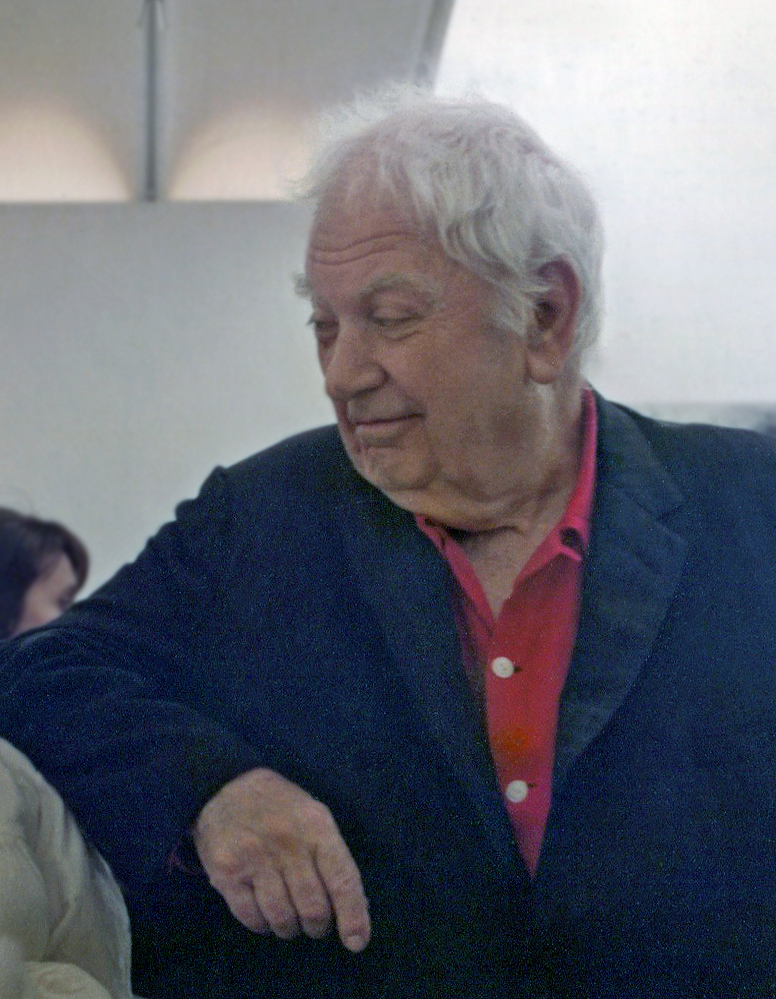
Александр Колдер 1968.

Александр Колдер (англ. Alexander Calder; 22 июля 1898, Лоунтон, Пенсильвания — 11 ноября 1976, Нью-Йорк) — американский скульптор, который приобрёл всемирную известность замысловатыми фигурами из проволоки и так называемыми «мобилями» — кинетическими скульптурами, которые приводятся в движение электричеством или ветром.

## Биография и творчество
Сын и внук скульптора. Его дед в 1886 приехал в Пенсильванию из Шотландии. Мать — Нанетт Колдер — художница-портретистка, учившаяся в 1888—1893 в Париже. Отец — Александр Стирлинг Колдер — известный в Филадельфии скульптор. Рос на ранчо в Аризоне, затем в Пасадине. Скульптурой занимался с детства; переезжая за отцом из города в город, всегда имел рядом с родительской свою детскую «мастерскую». В 1920-х работал художником в газете, оформителем цирковых представлений.
С 1915 по 1919 прошёл обучение в Технологическом институте Стивенса, получив диплом инженера-механика.
В 1922 в Нью-Йорке посещал вечерние курсы рисования, в 1923 году прошел курс обучения в нью-йоркской художественной школе «Арт стьюдентс лиг».
В 1926 переехал в Париж, где поступил в Академию Гарнд-Шомьер. Общался в кругу сюрреалистов и конструктивистов. Тогда же Колдер находит новую форму скульптуры — фигурки из проволоки. Эти фигуры — рисунки в пространстве, наделённые юмором и подвижностью марионеток; гибкий материал, из которого они изготовлены, позволяет легко менять позы фигур.
В 1927 обосновался в Париже, сблизился с авангардными кругами (Миро, Кокто, Ман Рэй, Мондриан, Деснос, Леже, Ле Корбюзье и др.). В 1931 вошёл в группу нефигуративистов «Абстракция-Творчество» (фр. Abstraction-Création).
Колдера очень интересовал цирк, и он создал миниатюрную модель арены, заполненную множеством фигурок циркачей, — «Цирк Колдера» (1926—1930). Персонажи, выполненные из мягких материалов, приводились в движение с помощью нитей, проволоки, каучуковых трубок, и автор этой игрушки устраивал сеансы представлений для своих друзей.
При посещении в 1930 мастерской Мондриана Колдер открыл для себя потенциал обобщённого моделирования структур реального мира. Отказавшись от принципиальной статичности мондриановского неопластицизма, он поставил перед собой задачу создания динамических систем, отражающих непрерывную изменчивость природы. Другим стимулом перехода к кинетическому искусству послужили впечатления, полученные в планетарии, где демонстрировались движения небесных тел. С начала 1930-х Колдер начинает создавать абстрактные динамические конструкции, т. н. мобили. Ранние мобили, иногда весьма близкие к композициям Мондриана, приводились в движение мотором. 
В дальнейшем Колдер отказывается от механики и находит «естественный» способ динамизации формы путём расчета её собственного конструктивного баланса, соотношения опорных и подвесных элементов. Легкие пластинки, прикреплённые к тонким металлическим стержням, непрестанно колеблются, а вся система раскачивается и вращается при малейшем дуновении воздуха. Опираясь на инженерные знания, Колдер точно выстраивал структуры неустойчивого равновесия, и учёные не раз рассматривали их как наглядные модели действительных процессов, происходящих в природе. Мобили располагались на вертикальных подставках, крепились к стене на кронштейнах, но чаще подвешивались к потолку. 
В 1950-е мобили Колдера стали украшением многих интерьеров благодаря их декоративным качествам, хорошо согласующимся с архитектурой функционализма.
Параллельно с работой над мобилями Колдер создавал т. н. стабили — статичные скульптуры из окрашенного металла. Ранние стабили, небольших размеров, имели облик невиданных животных, измышленных фантазией художника. Позднее, с поступлением заказов на украшение площадей, они приобрели характер монументальных скульптур. Крупные конструкции, смонтированные из металлических плоскостей разнообразных очертаний, врезаются в пространство, оставляя обширные проёмы в виде арочных пролётов. Повторяя формы технических сооружений (мостов, строительных каркасов, заводского оборудования), они одновременно содержат в себе и образы органического мира — фигуры людей, экзотических животных, взлетающих или упавших птиц. 
Еще одним видом искусства, увлекавшим Колдера, было создание ювелирных украшений. Он начал мастерить их еще в детстве для кукол своей сестры Маргарет. Сначала мастер использовал в качестве материала только медную проволоку, в дальнейшем работал со сталью, латунью, серебром и другими материалами. Украшения от Колдера приобрели широкую популярность в 1930−40-х годах. В 1940 году в галерее Уиллард с успехом прошла первая выставка его ювелирных работ. Их носили Пегги Гуггенхайм, Нишель Николс, Симона де Бовуар и другие знаменитости. Сейчас стоимость некоторых украшений авторства Колдера достигает сотен тысяч долларов.
С 1950-х Колдер по преимуществу занимался монументальной скульптурой. В 1966 опубликовал «Автобиографию с картинками».
В 1929 году, путешествуя на пароходе из Парижа в Нью-Йорк, Колдер встретил свою будущую жену Луизу Джеймс, с которой прожил до конца жизни. В семье родились две дочери — Сэнди и Мери.
Умер от сердечного приступа после открытия своей большой ретроспективной выставки в нью-йоркском музее Уитни.

## Признание
Первая ретроспективная выставка состоялась в Музее современного искусства в Нью-Йорке (1943), затем в Париже (1946, предисловие к каталогу написал Сартр). В 1952 Колдер получил большую премию Венецианской Биеннале. Монументальные стабили Колдера органично вошли в архитектурные ансамбли многих городов Европы и Америки.

## Произведения

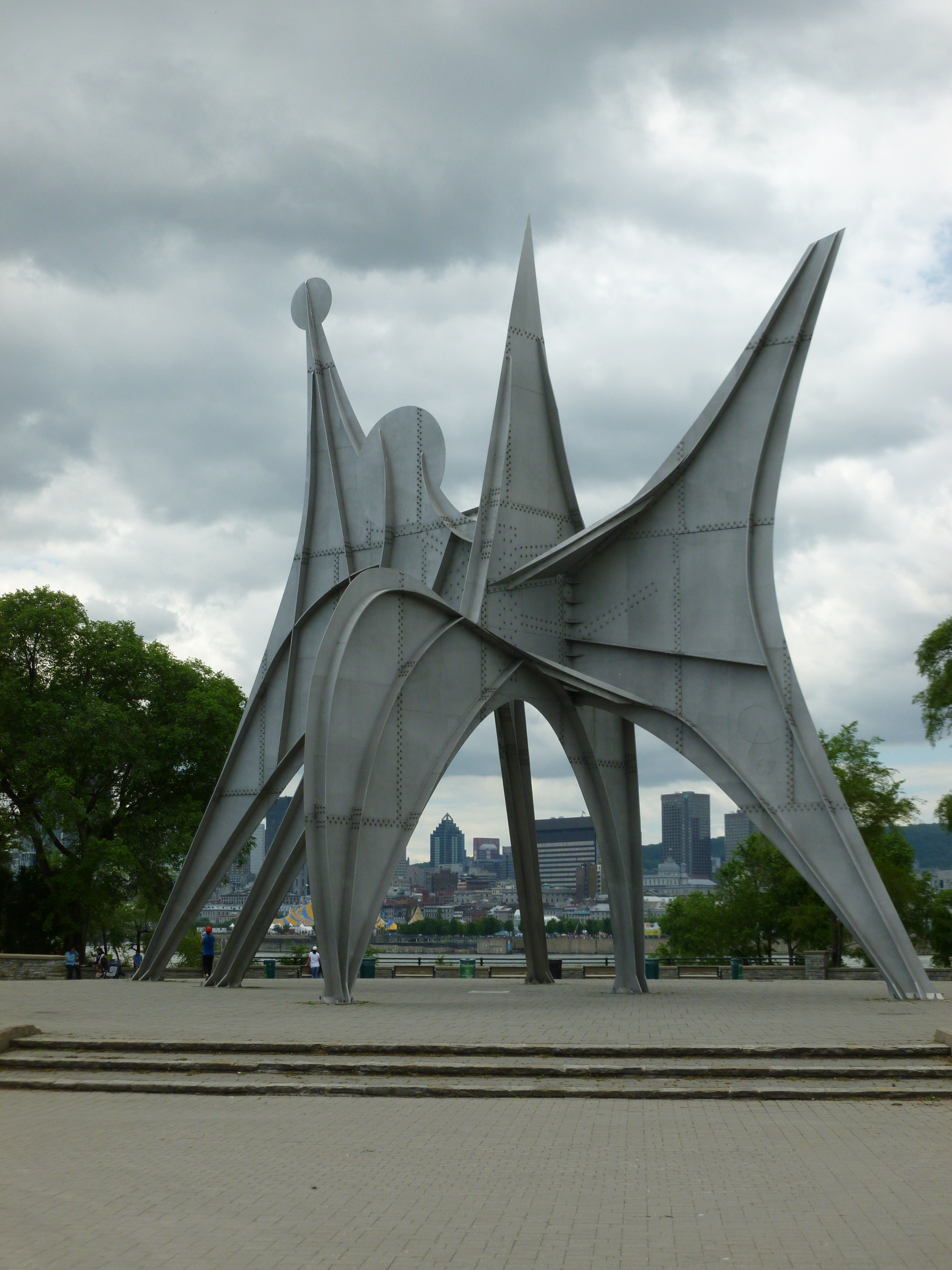
Человек, 1967, стабиль, Монреаль

- The Flying Trapeze (1925, масло, холст)
- Elephant (ок. 1928, проволока, дерево)
- Two Acrobats (ок.. 1928, медная проволока, крашеное дерево)
- Aztec Josephine Baker (ок. 1929, проволока, портрет Жозефины Бейкер)
- Untitled (1931, проволока, дерево, мотор, один из первых кинетических мобилей)
- Feathers (1931, проволока, дерево, краска)
- Cone d’ebene (1933, эбонит, металлический стержень, проволока)
- Form Against Yellow (1936, листовое железо, проволока, фанера, струна, краска)
- Object with Yellow Background (1936, крашеное дерево, металл, струна)
- A mercury fountain (1937, листовое железо, ртуть)
- Devil Fish (1937, листовое железо, болты, краска)
- 1939 New York World’s Fair (1938, листовое железо, проволока, дерево, струна, краска)
- Necklace (ок. 1938, медная проволока, стекло, зеркало)
- Sphere Pierced by Cylinders (1939, проволока, краска)
- Lobster Trap and Fish Tail (1939, листовое железо, проволока, краска)
- Black Beast (1940, листовое железо, болты, краска)
- S-Shaped Vine (1946, листовое железо, проволока, краска)
- Sword Plant (1947, листовое железо, проволока, краска)
- Snow Flurry (1948, листовое железо, проволока, краска)
- 125 (1957, стальная пластина, стержни, краска)
- La Spirale (1958, стальная пластина, стержень, краска)
- Teodelapio (1962, стальная пластина, краска)
- Man (1967, нержавеющая стальная пластина, болты, краска)
- La Grande Vitesse (1969, стальная пластина, болты, краска)
- Eagle (1971, стальная пластина, болты, краска)
- White and Red Boomerang (1971, крашеный металл, проволока)
- Nancy (1971, листовое железо, краска)
- Stegosaurus (1973, стальная пластина, болты, краска)
- Cheval Rouge (1974, листовое железо, красная краска)
- Flamingo (1974, сталь, красная краска)
- BMW Art Car (1975, BMW 3.0 CSL, краска)
- The Red Feather (1975, сталь, чёрная и красная краска)
- Untitled (1976, ячеистый алюминий, трубы, краска)
- Mountains and Clouds (1976, раскрашенный алюминий и сталь)

## Галерея

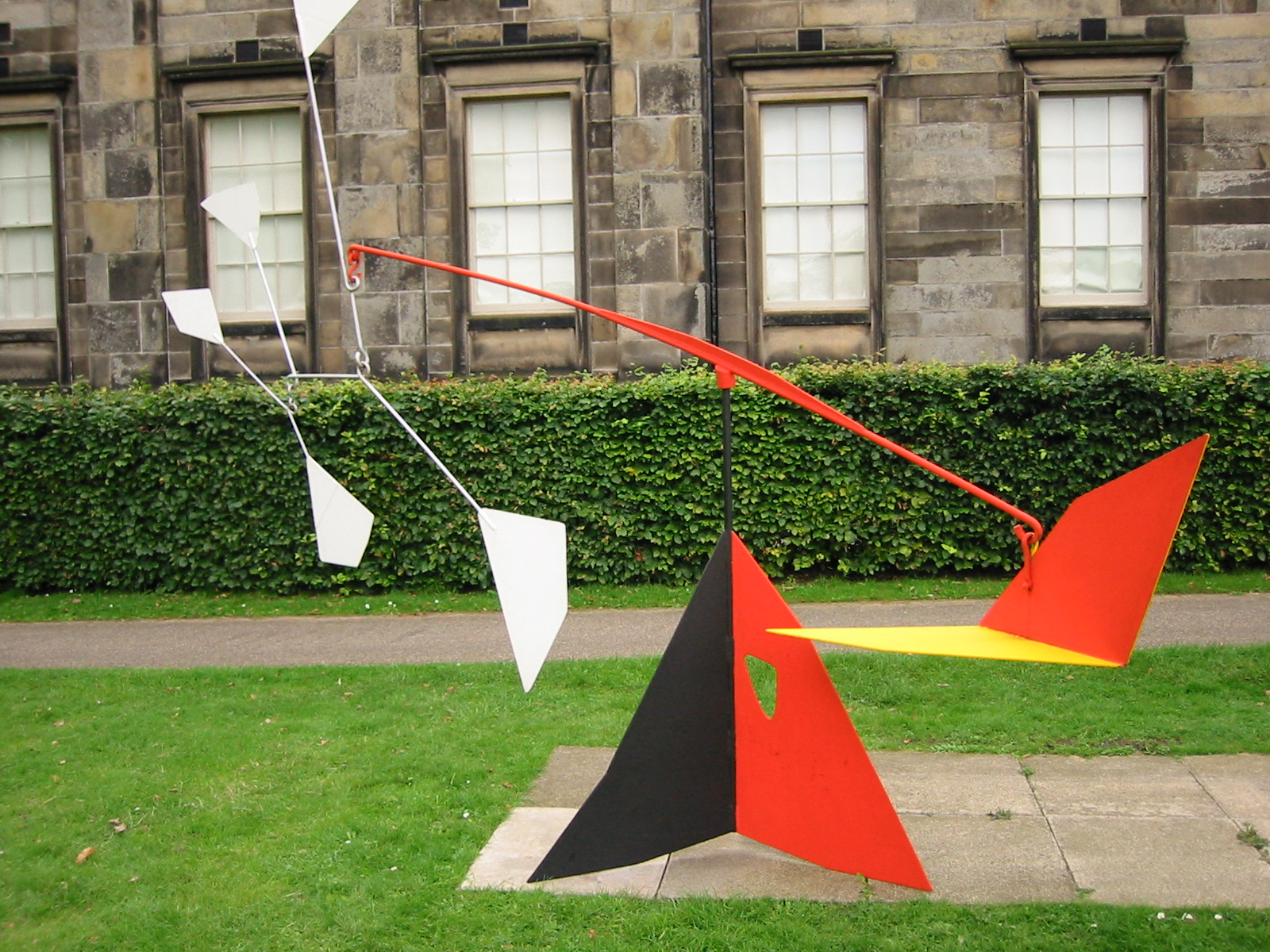
L'empennage (1953), Шотландская национальная галерея современного искусства
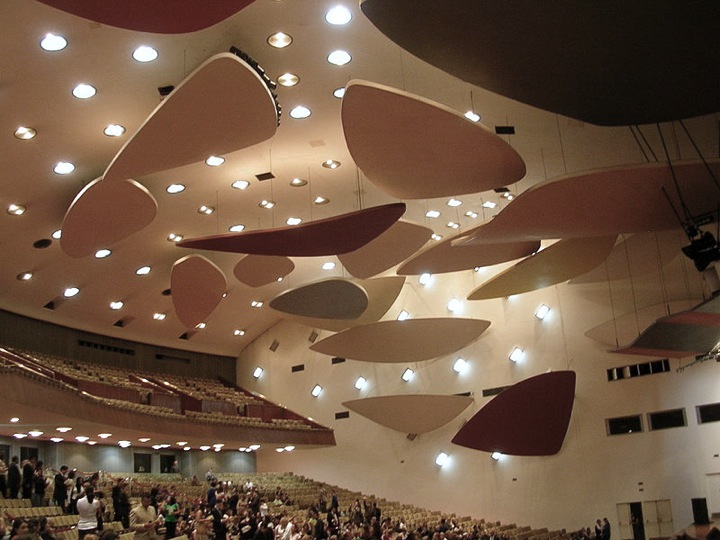
Nubes flotantes (1953), Aula Magna de la Universidad Central de Venezuela, Каракас, Венесуэла
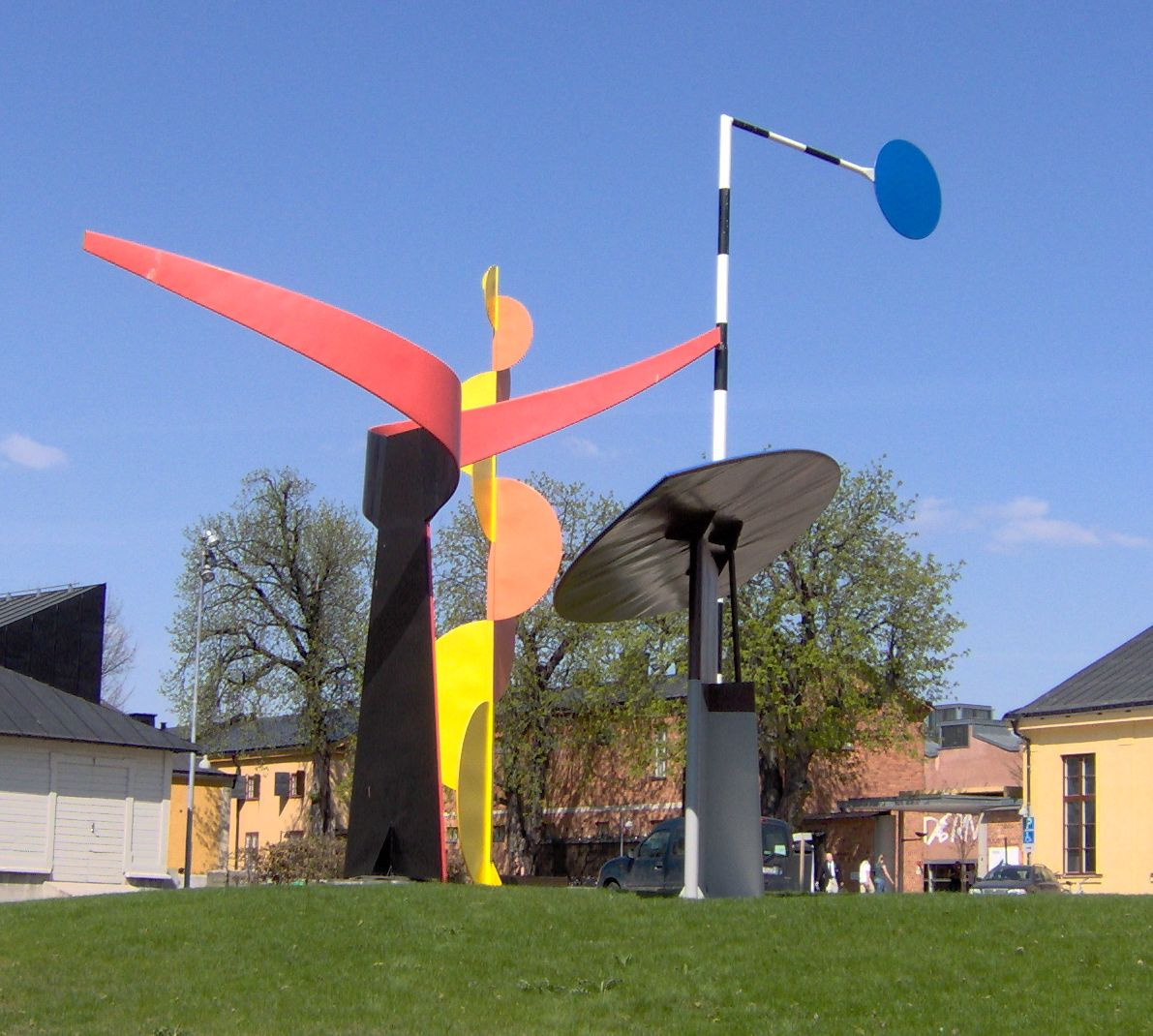
The Four Elements (1961), Музей современного искусства (Стокгольм), инсталляция перед входом в музей
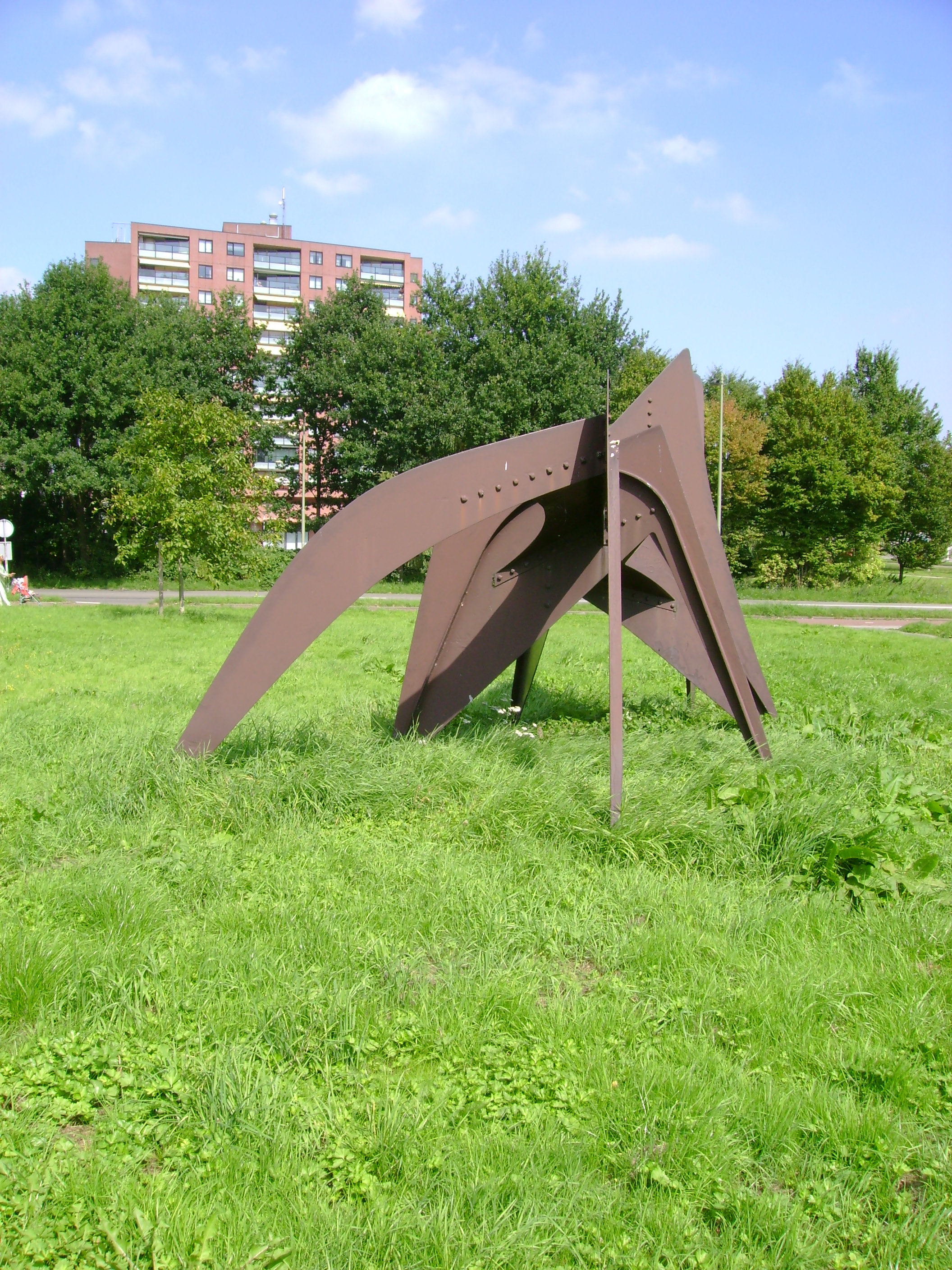
Le tamanoir (1963), Роттердам, Нидерланды
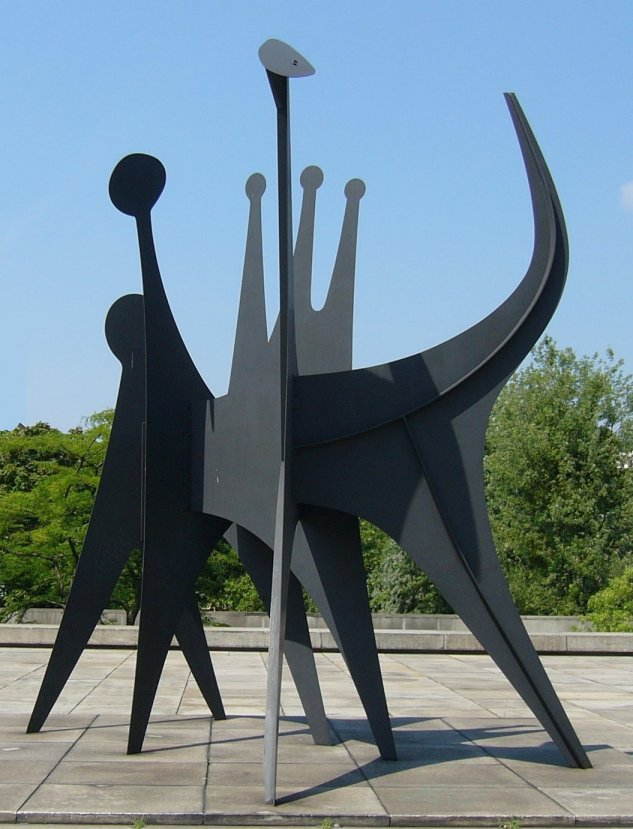
Têtes et queue (1965), Берлин, Германия
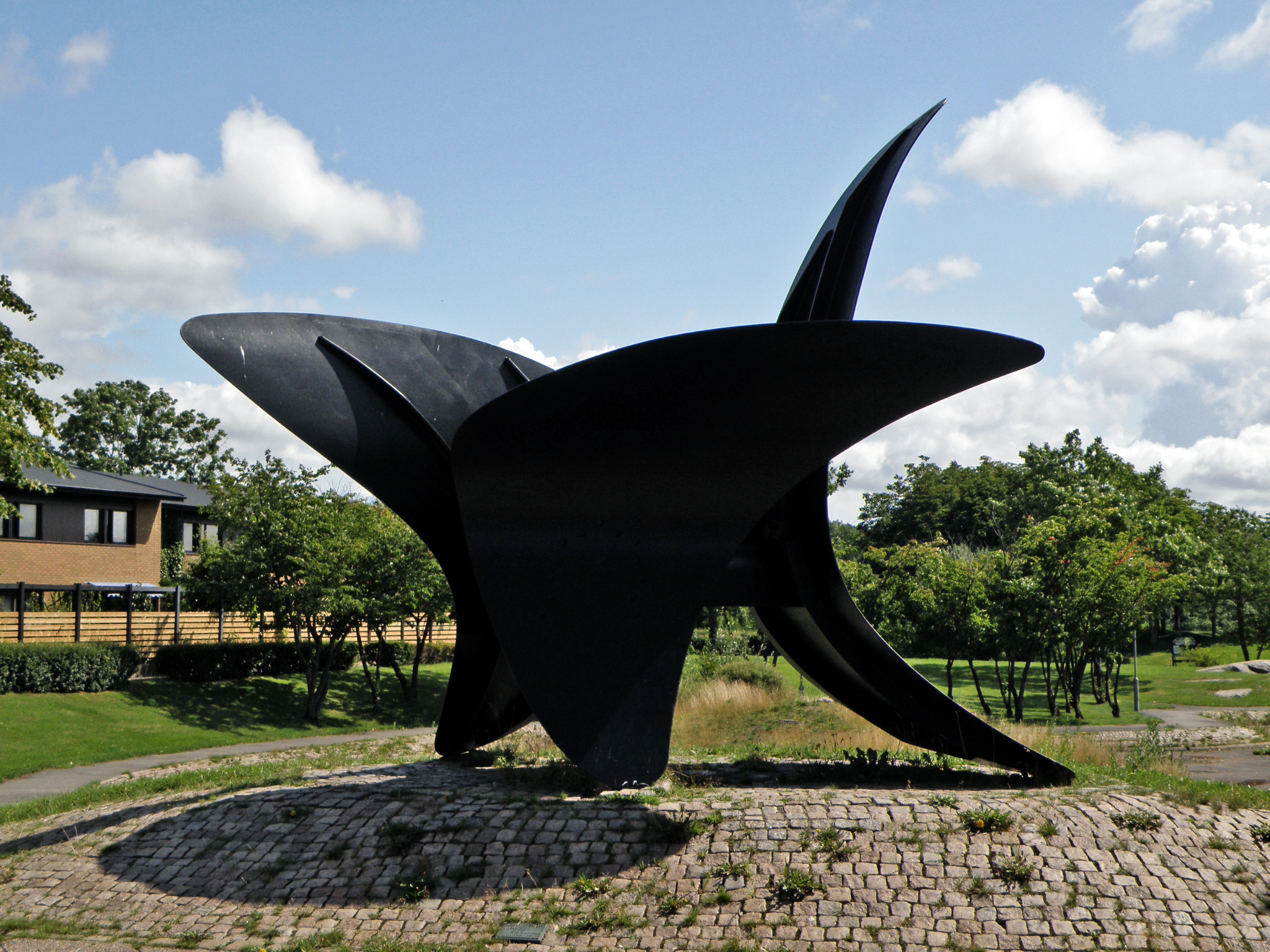
De tre vingarna (Три крыла) (1967), Blå Stället, Angered, Гётеборг, Швеция.
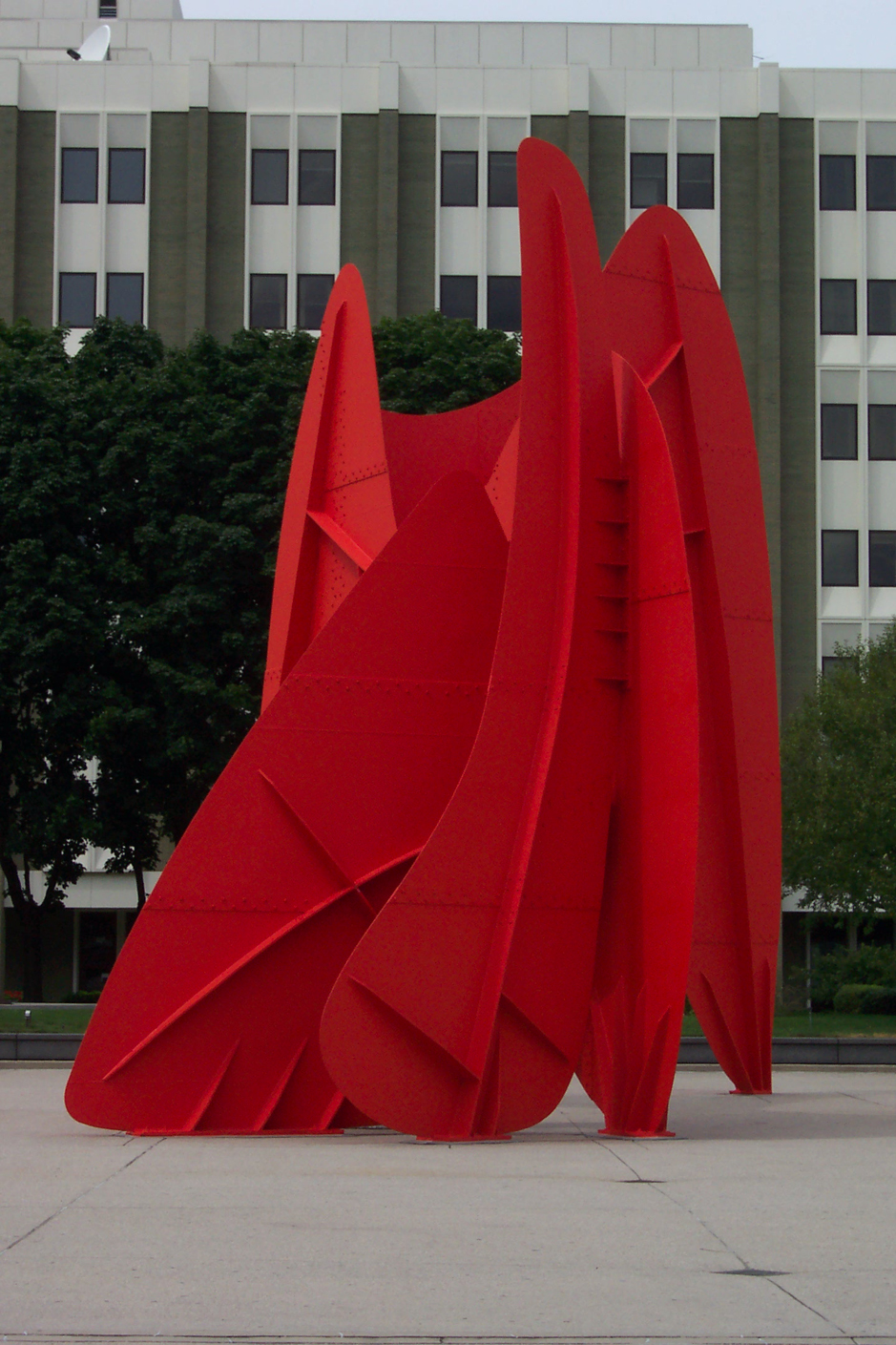
La grande vitesse (1969), Гранд-Рэпидс, США
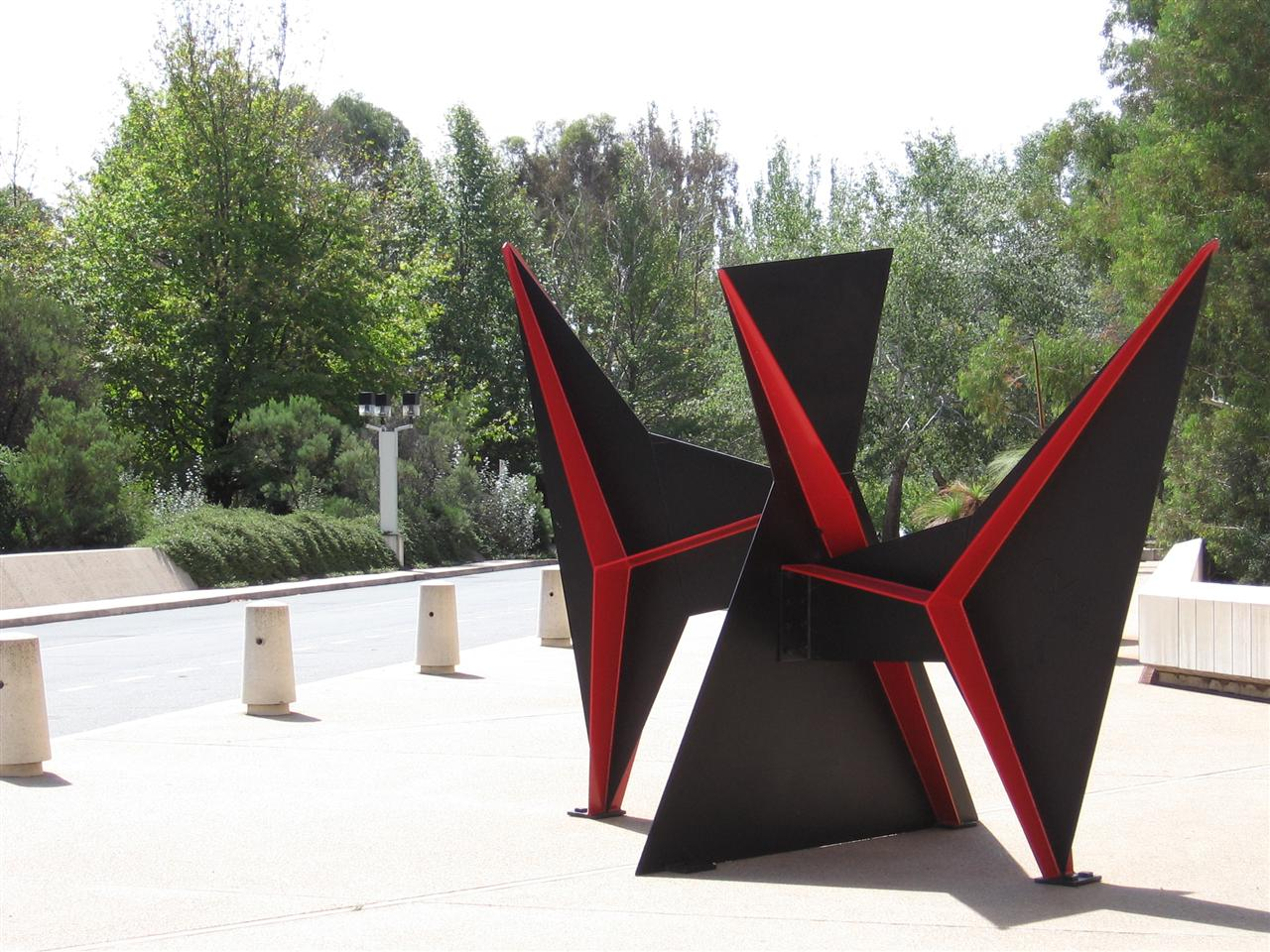
Bobine (1970), Национальная галерея Австралии, Канберра, Австралия
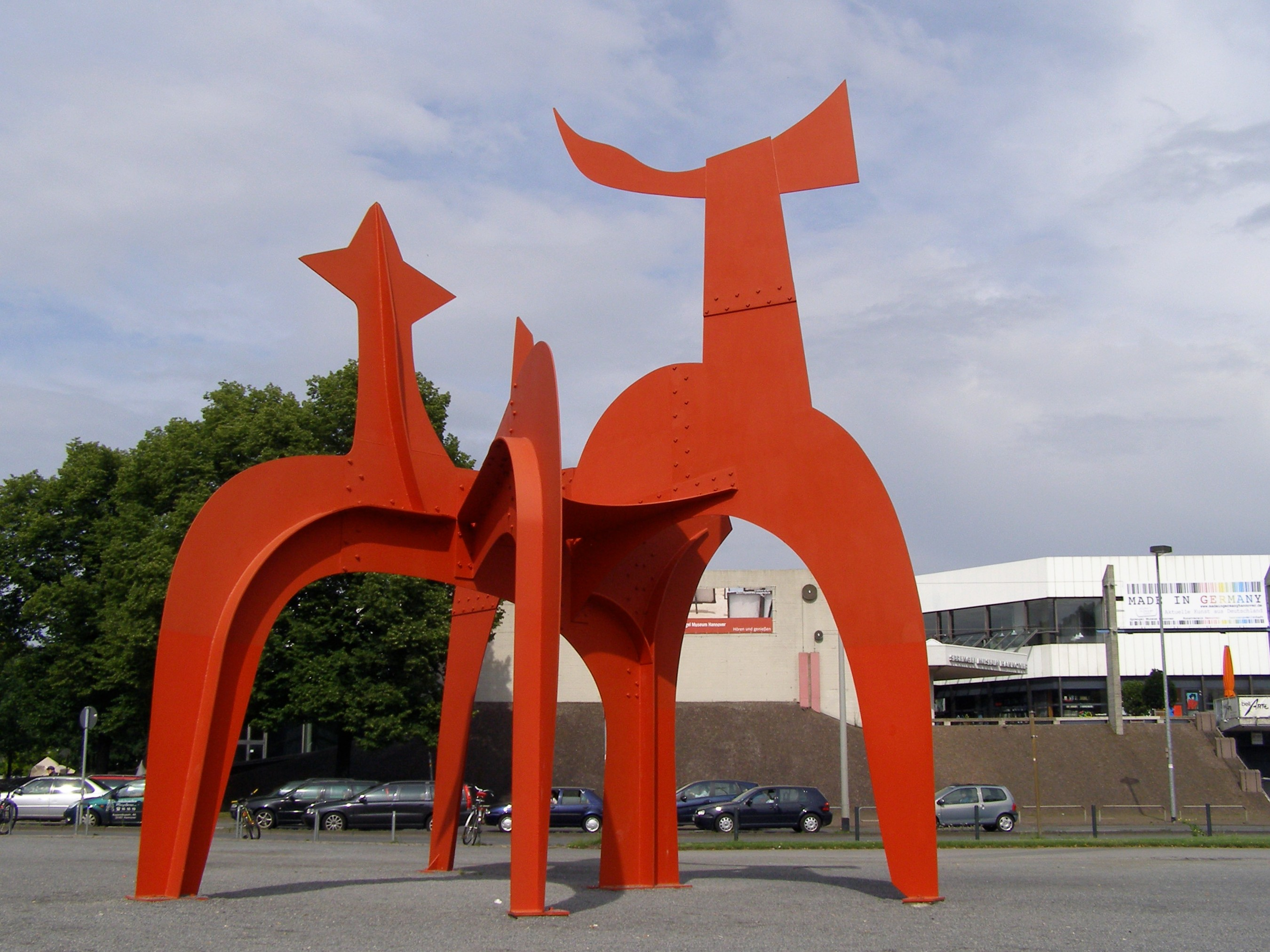
Le hallebardier (1971), Sprengel Museum, Hannover, Germany
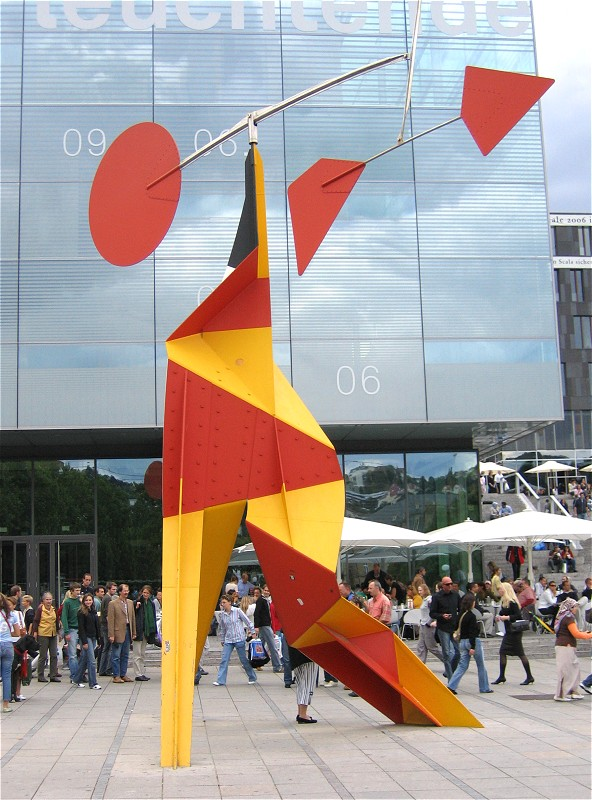
Crinkly avec disque rouge (1973), Schlossplatz in Штутгарт, Германия
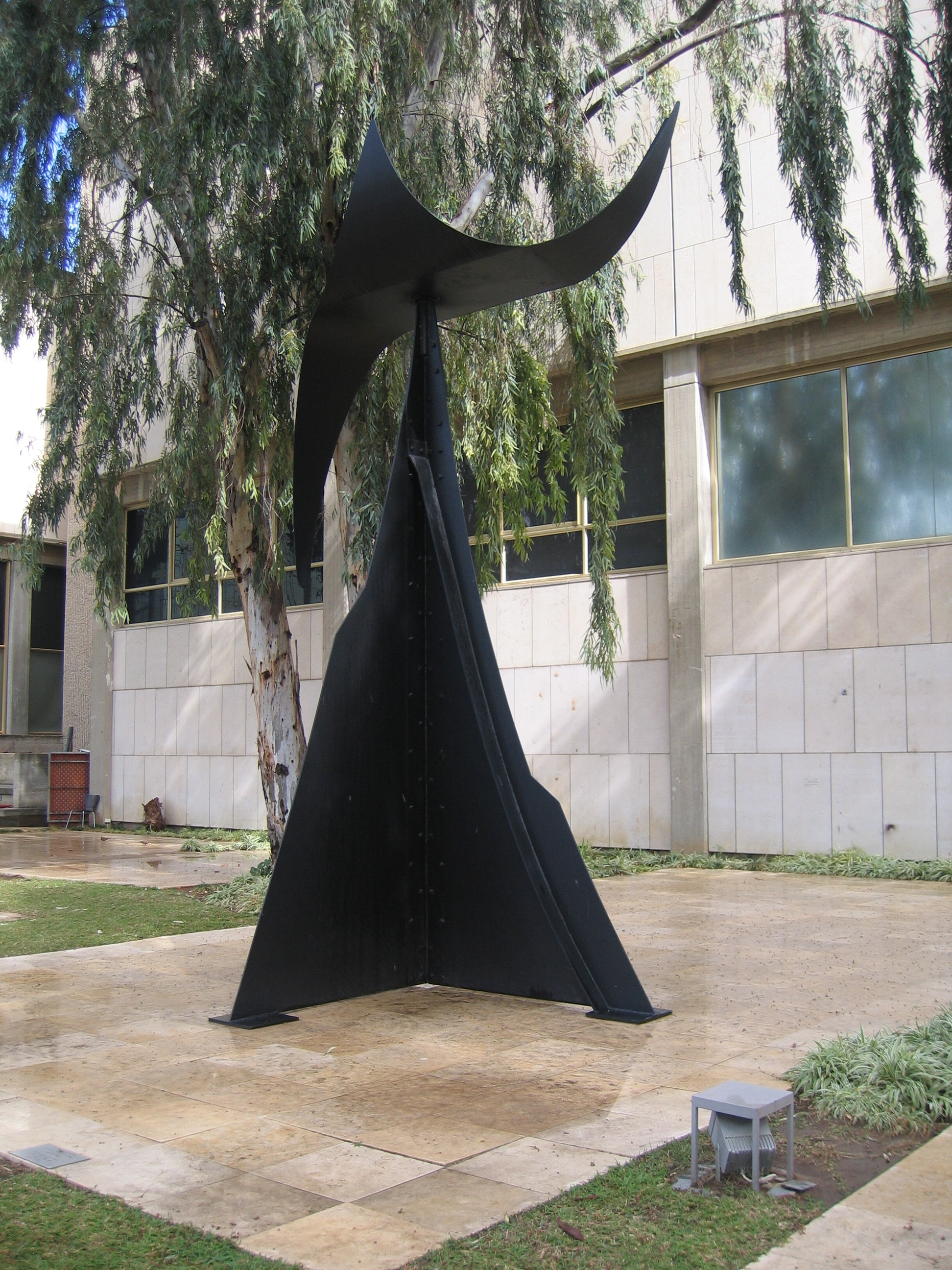
Feuille d'arbre (1974), Тель-Авив, Израиль
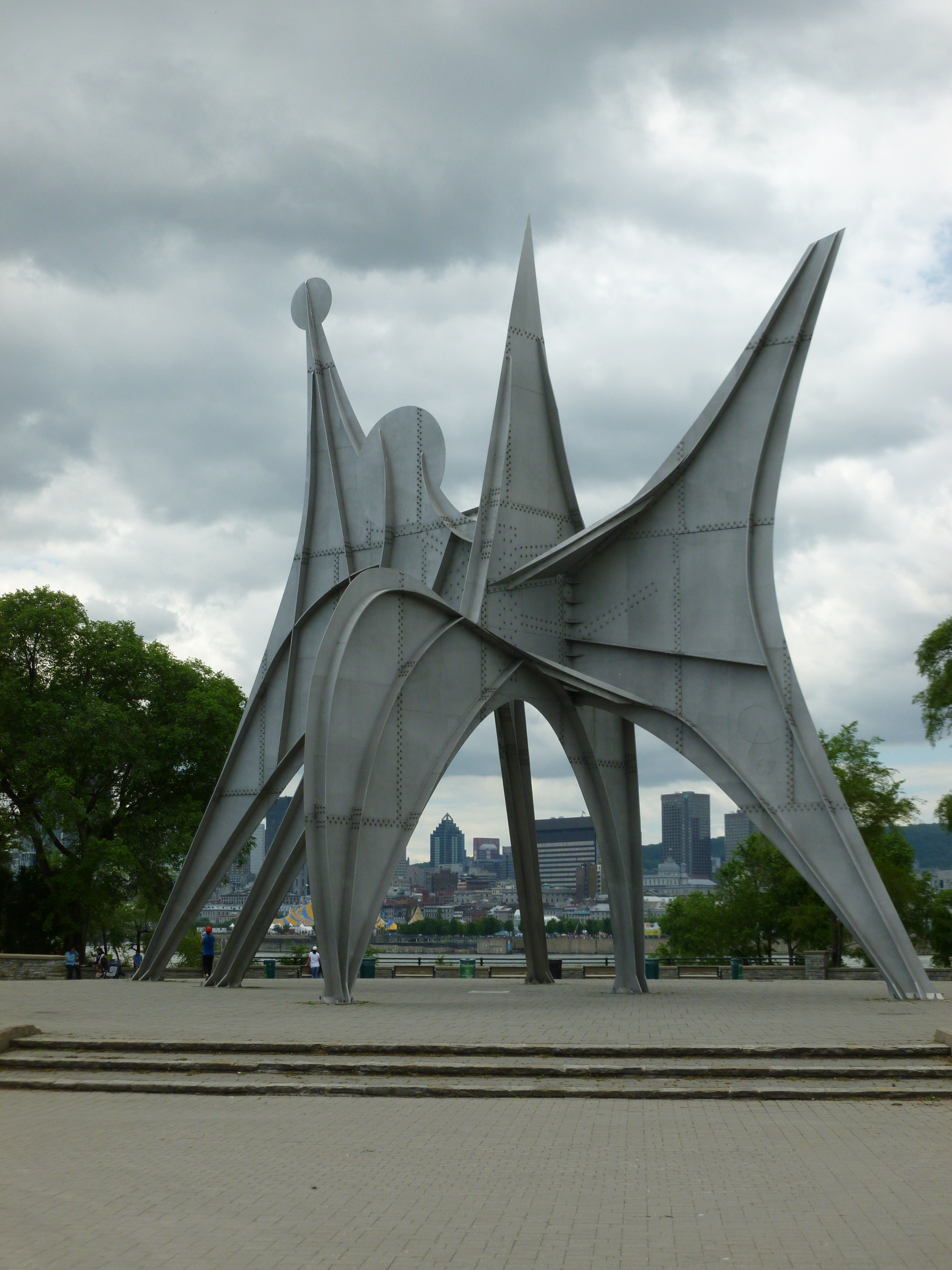
L'Homme (1974), Монреаль, Канада